# マルグリット・ド・プロヴァンス
マルグリット・ド・プロヴァンス（Marguerite de Provence, 1221年頃 - 1295年12月21日）は、フランス王ルイ9世の王妃。プロヴァンス伯レーモン・ベランジェ4世の長女で、妹にイングランド王ヘンリー3世の妃エレオノール、ヘンリーの弟コーンウォール伯リチャードの妃サンシー、ルイ9世の弟シチリア王シャルル・ダンジューの妃ベアトリスがいる。
1234年5月27日にルイ9世と結婚した。1248年以降十字軍に参加したルイ9世に同行している。

## 子女
ルイ9世との間には6男5女が生まれた。
- ブランシュ（1240年 - 1243年）
- イザベル（1241年 - 1271年） - ナバラ王テオバルド2世と結婚
- ルイ（1244年 - 1260年）
- フィリップ3世（1245年 - 1285年） - フランス王
- ジャン（1248年）
- ジャン・トリスタン（1250年 - 1270年） - ヴァロワ伯
- ピエール（1251年 - 1284年） - アランソン伯
- ブランシュ（1253年 - 1323年） - カスティーリャ王アルフォンソ10世の王太子フェルナンド・デ・ラ・セルダと結婚
- マルグリット（1254年 - 1271年） - ブラバント公ジャン1世と結婚
- ロベール（1256年 - 1317年） - クレルモン伯、ブルボン家の祖
- アニェス（1260年頃 - 1327年） - ブルゴーニュ公ロベール2世と結婚